# Чорна (Подільський район)
Чо́рна — село Окнянської селищної громади Подільського району Одеської області України. Населення становить 2157 осіб. Відстань до центру громади становить близько 14 км і проходить автошляхом Т 1624.

## Історія
Засноване село у другій чверті XVIII століття переселенцями молдаванами і селянами-втікачами з Правобережної України. Його назва походить від долини, де оселилися перші жителі, яку вкривав густий чорний дубовий ліс. Спочатку поселення йшло по кількох хуторах. З часом вони злилися в одне поселення, яке швидко зростало за рахунок припливу нових жителів.
Під час організованого радянською владою Голодомору 1932—1933 років помер щонайменше 1 житель села.
Колишній орган місцевого самоврядування — Чорнянська сільська рада.
12 червня 2020 року, відповідно до Розпорядження Кабінету Міністрів України від № 724-р «Про визначення адміністративних центрів та затвердження територій територіальних громад Одеської області», увійшло до складу Окнянської селищної громади.
19 липня 2020 року, в результаті адміністративно-територіальної реформи і ліквідації Окнянського району, село увійшло до складу новоутвореного Подільського району.

## Населення
Згідно з переписом УРСР 1989 року чисельність наявного населення села становила 2483 особи, з яких 1120 чоловіків та 1363 жінки.
За переписом населення України 2001 року в селі мешкало 2145 осіб.

### Мова
Розподіл населення за рідною мовою за даними перепису 2001 року:
| Мова       | Відсоток |
| ---------- | -------- |
| українська | 93,05 %  |
| румунська  | 4,27 %   |
| російська  | 2,18 %   |
| гагаузька  | 0,23 %   |
| білоруська | 0,09 %   |
| болгарська | 0,09 %   |

## Відомі люди
- Паламарчук Іван Григорович (*1911 — †1952) — український журналіст, поет, жертва сталінського терору і в'язень ГУЛАГу.
- Сапеску Вадим Георгійович (*1984 — †2018) — молодший сержант, командир відділення 1-го взводу 3-ї роти 1-го десантно-штурмового батальйону 95-ї ОДШБр, Збройних сил України, загинув при виконанні обов'язків, під час війни на сході України, поблизу м. Авдіївка[8]